# Bages (Aude)
Bages é uma comuna francesa na região administrativa de Occitânia, no departamento de Aude. Estende-se por uma área de 12,53 km². Em 2010 a comuna tinha 786 habitantes (densidade: 62,7 hab./km²).